# Walther Lauersen
Walther Lauersen (* 14. März 1906; † 7. September 2007) war ein deutscher Wirtschaftswissenschaftler und wissenschaftlicher Direktor des Instituts für Weltwirtschaft (IfW) mit Sitz in Kiel.
Walther Lauersen war bis Mai 1945 Leiter der Abteilung IV. Auswertung und Genehmigung (Statistik) beim Maschinellen Berichtswesen des Reichsministeriums für Rüstung und Kriegsproduktion.
Die Auswertungen wurden an die Leitung des RMin unter Albert Speer geliefert. Regierungsrat Lauersen wurde dabei unterstützt von Grotius.
Nach dem Krieg arbeitete Lauersen von 1950 bis 1971 für das Institut für Weltwirtschaft in Kiel.

## Schriften
- Organisation und Aufgaben des Maschinellen Berichtswesens des Reichsminister für Rüstung und Kriegsproduktion. In: Bundesarchiv Berlin. Dezember 1945 (Manuskript, Hamburg, 5. Dezember 1945, BAB, R-3/17a, 3, 41–42, 44).
- Ausmaß und Formen vertikaler Verflechtung in der Eisen und Stahlindustrie der Vereinigten Staaten, Großbritanniens Frankreichs, Belgiens und Luxemburgs. In: Institut für Weltwirtschaft Universität Kiel. 1951, S. 198.
- Polen. In: Stahlwirtschaftliche Länderberichte. Nr. 9, 1962, S. 116.